# Brachys regularis
Brachys regularis es una especie de escarabajo barrenador metálico del género Brachys, categorizada en la tribu Trachyini, de la subfamilia Agrilinae.

## Taxonomía
Fue descrita científicamente por Thomson en 1878.
Tratamiento taxonómico
La especie aparece registrada y publicada en Typi Buprestidarum Musaei Thomsoniani. E. Deyrolle, Paris, 103 pp. (1878).